# Revenge (1918)
Revenge is een Amerikaanse western uit 1918 onder regie van Tod Browning.

## Verhaal
Wanneer Alva Leigh haar verloofde komt ophalen, ontdekt ze dat hij vermoord is. Samen met Dick Randall gaat ze op zoek naar de dader. De caféhouder Duncan heeft een oogje op Alva en hij maakt haar wijs dat Dick hem heeft gedood. Dick is intussen van plan om de woestijn over te steken. Alva laat uit wraak zijn veldflessen leeglopen. Een paar uur na zijn vertrek komt Alva erachter dat Dick onschuldig is en ze besluit hem achterna te reizen in de woestijn. Na een tijdje valt ze uitgeput in het zand. Ze wordt gered door Dick en hij vergeeft haar. 

## Rolverdeling
| Acteur          | Personage      |
| --------------- | -------------- |
| Edith Storey    | Alva Leigh     |
| Wheeler Oakman  | Dick Randall   |
| Ralph Lewis     | Duncan         |
| Alberta Ballard | Riger Lil      |
| Charles West    | Donald Jaffray |